# Djafoungo
Djafoungo (ou Djafounwo) est un village situé dans la Région de l'Extrême-Nord du Cameroun. Il se situe dans le département du Diamaré, l’arrondissement de Bogo et le lawanat de Mororo. 

## Population
En 1975, la localité comptait 46 habitants, principalement des Peuls.
Lors du recensement de 2005, on y a dénombré 132 habitants, dont 66 hommes et 69 femmes.